# John Akii-Bua
John Akii-Bua (Lira, Uganda, 3 de diciembre de 1950-Kampala, Uganda, 20 de junio de 1997) fue un atleta ugandés plusmarquista mundial en los 400 metros vallas. En los Juegos Olímpicos de Múnich 1972 ganó la medalla de oro en esta prueba con un nuevo récord mundial de 47,82 segundos.

## Inicios
Akii-Bua provenía una familia polígama de Lira, en el norte de Uganda. Era uno de los aproximadamente 100 hijos que su padre había tenido con sus numerosas mujeres.
Comenzó su carrera atlética como vallista en la prueba de 110 metros vallas, aunque no consiguió clasificarse para los Juegos Olímpicos de México 1968. Fue el entrenador británico Malcolm Arnold quien le animó a probar en los 400 metros vallas.
Tras ser 4.º en esta prueba en los Juegos de la Commonwealth de 1970 en Edimburgo, Akii-Bua no estaba entre los favoritos para ganar el oro en los Juegos Olímpicos de Múnich 1972, puesto que nunca había bajado de 49 segundos, y además tenía muy poca experiencia competitiva.

## Juegos de Múnich '72
En la final de su prueba disputada el 2 de septiembre en el Estadio Olímpico de Múnich, los favoritos eran el británico campeón olímpico en México '68 y plusmarquista mundial David Hemery, y el estadounidense Ralph Mann. 
Hemery salió muy fuerte y llegó primero a los 200 metros, pero Akii-Bua y Mann le seguían de cerca. Finalmente Akii-Bua superó claramente a sus rivales y acabó ganando la medalla de oro con un nuevo récord mundial de 47,82 batiendo ampliamente el récord anterior de Hemery, que era de 48,12 
Akii-Bua era por lo tanto el primer atleta en bajar la barrera de los 48 segundos. El estadounidense Mann fue plata (48.51) y Hemery se tuvo que conformar con el bronce (48.52)
Tras cruzar la línea de meta un espectador se le acercó con una bandera de Uganda, que Akii-Bua tomó en su mano y dio con ella una vuelta de honor saludando a los espectadores.

## Después de los Juegos
Era la primera medalla olímpica en la historia de Uganda y esto le convirtió en un héroe nacional. El dictador Idi Amin le colmó de honores y le regaló una casa en Kampala.
Tras los juegos siguió compitiendo habitualmente en los 400 m vallas, aunque nunca volvió a acercarse a su marca de Múnich. Pese a todo tenía posibilidades de revalidar su título olímpico en los Juegos de Montreal 1976. Sin embargo el boicot de la mayoría de países africanos a estos Juegos le impidió acudir a la cita. Además en Montreal, el estadounidense Edwin Moses le arrebataría su récord del mundo.
Tras el derrocamiento de Idi Amin en 1979 Akii-Bua se exilió con su familia a Alemania. Participó en los Juegos Olímpicos de Moscú 1980, pero ya muy lejos de su mejor forma, y fue eliminado en las semifinales. 
Cuatro años después participó también en los Juegos Olímpicos de Los Ángeles 1984, no pasando esta vez de la primera ronda.
John Akii-Bua regresó a Uganda en 1987, y en 1990 se hizo policía. Falleció en 1997 a los 47 años de edad, probablemente de cirrosis. Recibió un funeral de Estado en su país. A su muerte dejó una esposa y 11 hijos.

## Palmarés
- Juegos de la Commonwealth de Edimburgo 1970 - 4.º (51.14)
- Juegos Olímpicos de Múnich 1972 - 1.º (47.82)

## Mejores marcas
- 400 metros lisos - 45,82 (Düsseldorf, 1976)
- 400 metros vallas - 47,82 (Múnich, 1972)